# Свято-Успенская церковь (Видзы)
Свято-Успенская церковь — действующий старообрядческий храм Древлеправославной поморской церкви в центре посёлка Видзы Браславского района Витебской области.

## История
Первые упоминания о старообрядцах в Видзах относятся к концу XVIII века. В 1907—1910 годах был построен новый храм по проекту архитектора Леона Витана-Дубейковского была построена новая церковь, освященная в честь Успения Пресвятой Богородицы.
В Видзах находится крупнейшая в Браславском районе старообрядческая община Древлеправославной Поморской церкви. Настоятелем храма с 1996 года является отец Иоанн Пушкарев.

## Архитектура
Памятник архитектуры модерна. Своеобразие храму придает использование элементов этого стиля в архитектурной композиции и декоре. Прямоугольное здание с пятиугольной апсидой покрыто двускатной крышей. Со стороны главного фасада венчает трехъярусная башня (восьмерик на 2 четырехстрелках), завершенная луковичным куполом. Над алтарной частью деревянный восьмигранный барабан с «луковкой». Длинные боковые фасады ритмично разделены высокими арочными оконными проемами в профилированных молдингах с арочными кромками и оконными нишами. Из кирпичной кладки выполнены точки и декоративные элементы — угловые лопатки, профилированные карнизы и оттяжки, а также пояс городков. Южная стена, разрушенная во время Первой мировой войны, была восстановлена, и теперь её поддерживают 2 бетонные треугольные контрфорсы. В интерьере находится икона начала XIX века «Святитель Николай Чудотворец».